# Rodrigo Teliz
Rodrigo Teliz Cuello (Treinta y Tres, 25 gennaio 2005) è un calciatore uruguaiano, centrocampista del Colón in prestito dal Racing Montevideo.

## Carriera

### Club
Teliz è cresciuto nel settore giovanile del Peñarol e nel 2024 è stato acquistato a titolo definitivo dal Racing Montevideo. Ha debuttato in prima squadra il 29 maggio 2024 nell'incontro di Coppa Sudamericana perso 3-0 contro i brasiliani del Corinthians; nel prosieguo della stagione ha poi esordito anche nella prima divisione uruguaiana.

### Nazionale
Ha giocato nella nazionale uruguaiana Under-20.

## Statistiche

### Presenze e reti nei club
Statistiche aggiornate al 13 novembre 2024.
| Stagione        | Squadra           | Campionato      | Campionato | Campionato | Coppe nazionali | Coppe nazionali | Coppe nazionali | Coppe continentali | Coppe continentali | Coppe continentali | Altre coppe | Altre coppe | Altre coppe | Totale | Totale | Totale |
| Stagione        | Squadra           | Comp            | Pres       | Reti       | Comp            | Pres            | Reti            | Comp               | Pres               | Reti               | Comp        | Pres        | Reti        | Pres   | Reti   |        |
| --------------- | ----------------- | --------------- | ---------- | ---------- | --------------- | --------------- | --------------- | ------------------ | ------------------ | ------------------ | ----------- | ----------- | ----------- | ------ | ------ | ------ |
| 2024            | Racing Montevideo | PD              | 4          | 0          | CU              | 1               | 0               | CS                 | 1                  | 0                  |             | -           | -           | 6      | 0      |        |
| Totale carriera | Totale carriera   | Totale carriera | 4          | 0          |                 | 1               | 0               |                    | 1                  | 0                  |             | -           | -           | 6      | 0      |        |